# Fender Mustang Bass
La Fender Mustang Bass est une guitare basse électrique produite par Fender.

## Histoire
Introduite en 1966 pour accompagner les guitares Fender Mustang de Fender, la Mustang Bass est la dernière basse originale conçue par Leo Fender avant de vendre sa société à CBS en 1965. La Mustang Bass a un diapason de 30" et un micro split simple (similaire à la Precision Bass), un volume et un contrôle de tonalité, avec un chevalet à cordes traversantes. Comme les premières basses Precision et Jazz, la Mustang Bass est équipée de sourdines (bien que la plupart des joueurs les aient supprimées) .
En production quasi ininterrompue jusqu'en 1981, la Mustang Bass est rééditée par Fender Japon en 2002.
Fender réintroduit la Mustang Bass sous la marque Squier. La Squier Vintage Modified Mustang Bass est lancée en Juillet 2011, proposée en noir ou en sunburst trois tons. Elle possède une touche en érable, un pickguard noir et des boutons de contrôles de type Stratocaster.
En 2013, Fender lance trois nouvelles basses Mustang dans la série Pawn Shop, qu'ils appellent un assortiment non conventionnel de «guitares qui n'ont jamais existé mais qui auraient dû». Ils évoquent les Mustangs «compétition» d'origine du début des années 1970. Ces basses sont disponibles en rouge Candy Apple avec des bandes blanches, en blanc olympique avec des bandes bleues et en trois couleurs sunburst. Leurs caractéristiques comprennent un corps en aulne, un manche en érable "C", une touche en palissandre de 9,5 pouces avec 19 frettes medium jumbo, un pick-guard pearloid blanc à quatre plis, deux boutons de contrôle Jazz Bass (volume et tonalité) et un chevalet à cordes traversantes avec quatre pontets réglables. Cette fois, cependant, on obtient l'énorme son de basse d'un simple micro humbucking alors que l'original possédait un micro à simple bobinage. Les basses Pawn Shop Mustang sont fabriquées par Fender Mexique.
Un nouveau modèle Fender Mustang PJ est publié au Summer NAMM 2016. Ce modèle comprend des micros P-Bass et Jazz Bass et est disponible en blanc Olympic, Sonic Blue et Torino Red.
Cette guitare est utilisée dans les années 1970, par de célèbres bassistes tels que Bill Wyman (The Rolling Stones) ou encore Alan Lancaster (Status Quo). 